# Institut umění – Divadelní ústav
Institut umění – Divadelní ústav je státní příspěvková organizace, která byla zřízena Ministerstvem kultury České republiky v roce 1959 pod názvem Divadelní ústav. V roce 2025 byl institut sloučen do nové organizace Národní institut pro kulturu.

## Historie
Od poloviny 70. let 20. století sídlí v barokním Manhartském paláci v Celetné ulici v Praze 1. V roce 2007 došlo ke změně názvu na Institut umění – Divadelní ústav (IDU). Další pracoviště je od roku 2020 v ulici Nekázanka (bývalý Wittmanovský dům).

## Poslání
Hlavním posláním organizace je poskytovat české a zahraniční veřejnosti komplexní služby z oblasti divadla a rovněž dílčí služby z dalších oblastí umění (zvláště hudba, literatura, tanec a vizuální umění). IDU se zabývá shromažďováním, zpracováním a zpřístupňováním předmětů sbírkového charakteru v oblasti divadla a věnuje se také vědeckému výzkumu. Podílí se i na mezinárodních projektech a vydává odbornou literaturu. V roce 2017 pracovalo v IDU 65 zaměstnanců, z toho jedna třetina na částečný úvazek. Přestože je IDU financována z příspěvku Ministerstva kultury ČR, téměř 30 % tvoří její vlastní výnosy.

## Divadelní ústav
Divadelní ústav je otevřené informační, vědecké, poradenské, vzdělávací, produkční a nakladatelské centrum pro oblast divadla. Zabývá se poskytováním odborných služeb – (knihovna, bibliografie, dokumentace, videotéka, internetové portály a databáze) a podílí se i na mezinárodních projektech. Mezi jeho významné úkoly patří propagace a prezentace českého divadla v zahraničí, vědecká, dokumentační a sbírková činnost a vydávání odborné divadelní literatury.

### Virtuální studovna
Virtuální studovna Divadelního ústavu nabízí online přístup do jednotlivých databází a informačních zdrojů zpracovávaných Divadelním ústavem. Ty jsou následující:
- Knihovna: online katalog Knihovny Divadelního ústavu specializující se na bohemistickou divadelní literaturu a periodika, výběrově také divadelní literaturu zahraniční.
- Audiotéka: online katalog Audiotéky Divadelního ústavu obsahující zvukové záznamy mluveného slova, opery, operety, melodramů, muzikálů, scénické hudby a baletů (vlastní nahrávky jsou badatelům přístupné v prostorách Divadelního ústavu).
- Videotéka: online katalog Videotéky Divadelního ústavu obsahující audiovizuální záznamy představení činoherních, operních, baletních i alternativních, ale i medailonů divadelních osobností či dokumentů (vlastní nahrávky původně uchovávány na nosičích DVD, postupně převáděny do komprimovaného formátu mpeg4; badatelům přístupny v prostorách Divadelního ústavu).
- Bibliografie: online přístupná oborová článková bibliografie zpracovávající články o českém i zahraničním divadle publikované v novinách, časopisech, sbornících, elektronických časopisech a portálech, které vycházejí v České republice. Z vybraných zahraničních časopisů zaznamenává všechna bohemika a výběrově články o zahraničním divadle. Databáze je systematicky je budována od r. 1995. Dále je zde online přístupná naskenovaná historická lístková bibliografie pro léta 1851-1989 (odborná divadelní periodika jsou zpracována do elektronické databáze zpětně v plném rozsahu).
- Divadelní inscenace: online databáze inscenací českých divadel od r. 1945, záznamy obsahují informace o premiéře, příp. derniéře, autorech, překladatelích, adaptátorech, inscenátorech a obsazení. Zároveň obsahují odkazy na příslušné záznamy v ostatních bázích (bibliografie, fototéka, atd.). Databáze zároveň slouží jako katalog dokumentačního fondu, který shromažďuje pozvánky, propagační tiskoviny, programy, novinové výstřižky recenzí a zpráv.
- Scénografie: přístup k plně digitalizovanému scénografickému fondu, který zpracovává, uchovává a prezentuje sbírkové předměty a archivní dokumenty, týkající se divadla především na českém území. V rámci databáze jsou údaje ze scénografické sbírky publikovány společně s digitalizovaným fondem scénografické dokumentace.
- Divadelní fotografie: přístup k digitalizovanému fondu divadelní fotografie. Digitalizace fondu proběhla v rámci projektu Uchování a prezentace kulturního dědictví českého i světového divadla, který byl podpořen grantem z Norska prostřednictvím Norského finančního mechanismu. Přístupné jsou skeny pozitivů a negativů.
- Divadelní akce: obsahují základní údaje o divadelních festivalech, o výjezdech divadel do zahraničí, o hostování zahraničních divadelních souborů, o výstavách a stálých expozicích s divadelní tematikou, o divadelních cenách a o dalších divadelních akcích (přednášky, besedy, workshopy, ...).
- Tvorba osobností: rychlý výběr všech aktivit (autor, inscenátor, herec) každé osobnosti (včetně různých variant jejích jmen), která je uvedena v modulu Inscenace.
- Obsazení a role: rychlý výběr představitelů konkrétní role, jak byla uvedena v programu inscenace. Možné je i vyhledat, zda určitou roli hrál konkrétní herec.
- Orální historie: přehled osobností, s kterými bylo natočeno vzpomínkové vyprávění, krátký medailonek, současná fotografie a protokol rozhovoru, který v 15–20 minutových intervalech rekapituluje probíraná témata, události a osobnosti.[3]

### Česká divadelní encyklopedie
Zpracování tištěných dokumentů do vlastní databáze. Základní údaje získávají z rešerší, repertoárů, studia dramaturgie a charakteristiky tvorby. Vznikají odborné studie, monografie, lexikony a také elektronická encyklopedie zveřejněná na internetu.

## Institut umění
Institut umění (IU) byl založen jako samostatné oddělení Divadelního ústavu v roce 2005 s úkolem přispívat k rozvoji a zvyšování společenské prestiže umění. IU se věnuje vzdělávací činnosti, propagaci českého umění v zahraničí a výměně informací a zkušeností mezi uměleckými obory.